# Менґусовце
Менґусовце або Менгусовце (словац. Mengusovce) — село в Словаччині, Попрадському окрузі Пряшівського краю. Розташоване в північній Словаччині в західній частині Попрадської угловини в підніжжі Високих Татер.
Уперше згадується у 1398 році.
У селі є римо-католицький костел з 13 століття в стилі романсу та готики, у 18 столітті перебудований в стилі бароко та протестантський костел з 1840 року в стилі класицизму.

## Населення
| Рік:            | 1993 | 2003    | 2013     | 2023    |
| --------------- | ---- | ------- | -------- | ------- |
| Кількість осіб: | 561  | 592     | 659      | 669     |
| Різниця:        |      | +5,52 % | +11,31 % | +1,51 % |

| Рік:            | 2022 | 2023    |
| --------------- | ---- | ------- |
| Кількість осіб: | 668  | 669     |
| Різниця:        |      | +0,14 % |

У селі проживає 627 осіб.
Національний склад населення (за даними останнього перепису населення — 2001 року):
- словаки — 84,46 %,
- цигани — 13,64 %,
- чехи — 1,04 %,
- українці — 0,35 %,
- поляки — 0,17 %,

Склад населення за приналежністю до релігії станом на 2001 рік:
- римо-католики — 48,36 %,
- протестанти — 39,38 %,
- греко-католики — 0,52 %,
- православні — 0,35 %,
- не вважають себе віруючими або не належать до жодної вищезгаданої церкви — 7,6 %